# Leonard Smithers
Pour les articles homonymes, voir Smithers.
Leonard Charles Smithers, né le 19 décembre 1861 à Sheffield et mort le 19 décembre 1907 à Londres, est un éditeur britannique qui publia des auteurs décadentistes et des ouvrages érotiques durant une époque qui était très répressive.

## Biographie
Devenu solliciteur à Londres en 1884, Smithers rencontre l'explorateur érudit Richard Francis Burton, qui entreprend depuis 1885 d'éditer une nouvelle traduction en anglais des Mille et Une Nuits (The Book of the Thousand Nights and a Night), dix volumes publiés hors librairie par souscription afin de détourner la censure, imprimés prétendument à Bénarès, par The Kamashastra Society — en réalité à Stoke Newington par les éditions Miller & Richard, avec l'aide de l'orientaliste Forster Fitzgerald Arbuthnot. Le nom de Smithers est signalé dans le premier des 6 volumes de suppléments à cette traduction que Burton publie entre 1886 et 1888 (édités à Londres, par The Burton Club),.
Il travaille ensuite à ses côtés sur des projets de traductions d'érotiques latins contenus dans un recueil intitulé Priapeia (en) (1890).
En 1888, il se lance comme éditeur-imprimeur, en association avec d'autres éditeurs d'érotiques, Edward Avery (en), William Lazenby (en) et Harry Sidney Nichols (en), afin de publier des ouvrages érotiques vendus uniquement par correspondance. La structure associative, s'inspirant de celle de Burton et Arbuthnot, est appelée Erotika Biblion Society (en) — d'après l’Erotika Biblion de Mirabeau —, dans laquelle Smithers publie entre autres le fameux Teleny attribué à Wilde. En 1894, Nichols et Smithers, par le biais de la veuve de Burton (mort en 1890), Isabel, proposent une nouvelle édition de sa traduction des Mille et Une Nuits, suivie en 1897 de la première édition anglaise illustrée en 12 volumes, avec 142 figures conçues par Albert Letchford (1866-1905), un artiste proche du couple Burton.
Qualifiés de pornographiques, ces livres sont donc vendus uniquement par correspondance et non dans le circuit des librairies, ce qui n'empêche pas Smithers et ses associés d'être victime de harcèlement de la part de la police du fait du Post Office (Protection) Act voté en 1884 au Parlement britannique qui oblige les employés de la Post Office à ouvrir et contrôler le contenu des envois — cette loi fut abrogée en 1967 seulement,. 
Par la suite, alors que certains de ces anciens collègues, fuyant Londres, s'installaient à Paris, ville plus libérale, Smithers ouvre cette fois sur Bond Street une maison d'édition et librairie à son nom, et publie les travaux de : Aubrey Beardsley, Max Beerbohm, Aleister Crowley, Ernest Dowson, Paul de Kock, Knut Hamsun, Laurence Housman, Arthur Symons et Oscar Wilde, ainsi que des auteurs moins connus comme Vincent O'Sullivan, Conal Holmes O'Connell O'Riordan (en), Theodore Wratislaw (en) et Nigel Tourneur (en) (pseudonyme d'un auteur non identifié). La « couverture » de Smithers est, comme pour ses collègues, de proposer des ouvrages curieux, rares, sous l'angle anthropologique et donc scientifique, et d'explorer par là l'histoire des sexualités ; mais il édite par ailleurs des textes modernes, voire d'avant-garde.
C'est ainsi qu'avec Beardsley et Symons, il fonde en 1896, le magazine illustré The Savoy, qui ne compte que huit numéros. La revue est malmenée par les librairies WH Smith qui refusent de la diffuser à cause des illustrations tirées des œuvres de William Blake, jugées choquantes. L'incarcération d'Oscar Wilde n'arrange pas leurs affaires : le trio jette l'éponge au bout d'une année.
En 1897, il entreprend une luxueuse édition vendue par souscription à 250 exemplaires des vingt-deux tomes de La Comédie humaine de Balzac, illustré d'eaux-fortes de Frédéric-Émile Jeannin et Ricardo de Los-Rios d'après Gaston Bussière. En 1898, il édite The Ballad of Reading Gaol de Wilde, dont le nom n'apparaît pas, remplacé par la mention « C.3.3. », son numéro de cellule.
Figure importante du mouvement décadentiste anglais, résolument opposé aux valeurs conservatrices victoriennes, Smithers fait faillite en 1900.
Son corps est découvert le jour de l'anniversaire de ses 46 ans, dans la chambre où il résidait à Parson's Green : le médecin légiste diagnostique une cirrhose du foi, et la présence autour du corps de bouteilles de Chlorodryne, un puissant et populaire antalgique vendu à cette époque, contenant des extraits d'opium. Il est inhumé dans un caveau anonyme payé par lord Alfred Douglas, au cimetière de Fulham Palace Road ; une pierre tombale rappelant son rôle d'éditeur fut par la suite apposée à cet endroit.